# Millennium (film 1989)
Millennium è un film statunitense del 1989 diretto da Michael Anderson.